# Миллин, Анатолий Михайлович
Анатолий Михайлович Миллин (род. 11 октября 1959, Байдеряково) — советский легкоатлет, специалист по бегу на средние дистанции. Выступал на всесоюзном уровне в 1980-х годах, победитель первенств всесоюзного и всероссийского значения, участник Всемирной Универсиады в Кобе и чемпионата Европы в помещении в Льевене. Представлял Чебоксары и спортивное общество «Урожай». Мастер спорта СССР международного класса

## Биография
Анатолий Миллин родился 11 октября 1959 года в селе Байдеряково Яльчикского района Чувашской АССР. Занимался лёгкой атлетикой в Чебоксарах, проходил подготовку в Чебоксарской школе высшего спортивного мастерства. Выступал за добровольное спортивное общество «Урожай». Ученик заслуженного мастера спорта Ардалиона Васильевича Игнатьева.
Впервые заявил о себе в сезоне 1980 года, когда стал призёром чемпионата РСФСР и выполнил норматив мастера спорта СССР.
В 1981 году в беге на 800 метров одержал победу на соревнованиях в Горьком.
В 1984 году в той же дисциплине финишировал четвёртым на Мемориале братьев Знаменских в Сочи, был шестым на соревнованиях в Москве.
В 1985 году на 800-метровой дистанции превзошёл всех соперников на зимнем чемпионате СССР в Кишинёве, тогда как на летнем чемпионате СССР в Ленинграде стал серебряным призёром, установив личный рекорд на открытом стадионе — 1:45.50. Будучи студентом, представлял Советский Союз на Всемирной Универсиаде в Кобе — в финале бега на 800 метров показал время 1:46.60, расположившись в итоговом протоколе соревнований на седьмой строке. За выдающиеся спортивные результаты по итогам сезона удостоен почётного звания «Мастер спорта СССР международного класса».
В 1986 году отметился победой на Мемориале братьев Знаменских в Ленинграде.
В 1987 году получил серебро на зимнем чемпионате СССР в Пензе, принимал участие в чемпионате Европы в помещении в Льевене, где с личным рекордом 1:50.24 стал четвёртым. На летнем чемпионате СССР в Брянске финишировал четвёртым в индивидуальном беге на 800 метров и вместе с командой РСФСР взял бронзу в зачёте эстафеты 4 × 800 метров.
Окончил Чувашский сельскохозяйственный институт (1987).
Впоследствии занимал должность начальника караула службы охраны «Чебоксарского элеватора» — филиала ОАО «Чувашхлебопродукт».